# Niklas Borefors
Niklas Borefors, född 10 december 1975 i Hammarstrand, är en svensk skådespelare och teaterproducent. Han är vd och scenkonstchef för Regionteatern Blekinge Kronoberg.
Borefors utbildades vid Skara Skolscen. Han har arbetat som skådespelare på flera svenska teatrar, däribland Länsteatern i Skaraborg och Borås Stadsteater. År 2006 blev Borefors biträdande teaterchef i Borås och året därpå började han arbeta som producent. År 2017 fick han arbete på Stockholms Stadsteater där han var ansvarig för utflytten i samband med renoveringen av teatern.

## Produktioner i urval
- Bröderna Lejonhjärta
- Grease
- Maratondansen
- Jaguaren
- Ensamma krigare
- Medeas barn
- Det susar i säven
- Markurells i Wadköping
- 15 Minutes of Fame